# Asociación 11-M Afectados del Terrorismo

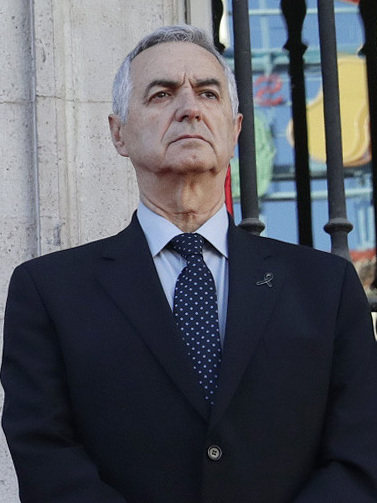
Eulogio Paz Fernández, president de Asociación 11-M Afectados del Terrorismo.

L'Asociación 11-M Afectados del Terrorismo est une association créée en 2004 par les victimes et les familles des attentats du 11 mars 2004 à Madrid. Elle est présidée par Eulogio Paz Fernández.

## Description
Cette association s'est caractérisée par les critiques qu'elle a émises à l'encontre du gouvernement Aznar. En mars 2005, l'association annonce qu'elle entreprend des actions judiciaires contre le juge de la Audiencia Nacional, Juan del Olmo.

## Anciens présidents
- Pilar Manjón, figure emblématique de l'association dès sa fondation en 2004.